# ウィンストン・リード
ウィンストン・ウィレム・リード（英語: Winston Wiremu Reid、1988年7月3日 - ）は、ニュージーランド・オークランド生まれのニュージーランド・デンマーク国籍のサッカー選手。ニュージーランド代表。ポジションはセンターバック。

## 経歴
1988年ニュージーランドのオークランドで生まれ、10歳の時にデンマークに移住する。両親はマオリの血を引いている。デンマーク・スーペルリーガのFCミッティラントのユース出身で、17歳の時に同クラブのトップチームでプロデビューを果たす。
2006年にデンマークの市民権を獲得、デンマークのU-19、U-21の代表チームには何度か呼ばれていたがA代表の経験はなく、リードのニュージーランドのA代表入りが可能である事を知ったニュージーランド代表監督のリッキー・ハーバートがニュージーランド代表入りを説得。リードはその意向に応じ、2010年3月にニュージーランド代表入りを決意する。2010 FIFAワールドカップニュージーランド代表に選出され、2010年5月24日に行われたオーストラリアとの親善試合でニュージーランド代表デビューを果たす。南アフリカワールドカップのスロバキア戦ではロスタイムに劇的な同点ゴールを決め、ニュージーランドのワールドカップ初めての勝ち点獲得に貢献。同大会のニュージーランド代表の初ゴール、ニュージーランド代表全体としては82年大会の2人に続く史上3人目のゴールスコアラーとなった。
2010年8月5日、ウェストハム・ユナイテッドFCへと3年契約を結んだ。同シーズンはリーグ戦12試合に出場したのみで、クラブも降格した。翌シーズンはクラブに残留し、主力となり1年でのプレミアリーグ復帰に貢献した。
2012-13シーズン、開幕前にロンドンオリンピックの代表メンバーに選ばれる可能性もあったが、帯同を拒否しクラブでトレーニングを続けた。契約は最終年に突入していたが、2013年5月に2年間延長した。8日にはウェストハムのシーズン最優秀選手に選出された。
2013-14シーズンもセンターバックの主力を務め、10月3日のトッテナム・ホットスパーFC戦では先制ゴールを記録。リーグ戦全試合に出場した。
2014-15シーズンは契約最終年ということもあり、10月にリヴァプールFC獲得に興味をもつも残留。3月に6年半も契約を延長することに成功した。
2018-19シーズンは怪我の影響でシーズンを全休し、その間にポジションをイッサ・ディオプに奪われ、2019-20シーズンは開幕から構想外状態になっていた。
2020年2月14日、スポルティング・カンザスシティへのローン移籍が発表された。

## 代表歴

### 出場大会
- ニュージーランド代表
  - 2010 FIFAワールドカップ(グループリーグ敗退)
  - 2020年 東京オリンピック ベスト8

### 試合数
- 国際Aマッチ 33試合 1得点（2010年-2022年）[3]

| ニュージーランド代表 | 国際Aマッチ | 国際Aマッチ |
| 年                   | 出場        | 得点        |
| -------------------- | ----------- | ----------- |
| 2010                 | 8           | 1           |
| 2011                 | 1           | 0           |
| 2012                 | 4           | 0           |
| 2013                 | 4           | 0           |
| 2014                 | 1           | 0           |
| 2015                 | 1           | 0           |
| 2016                 | 2           | 0           |
| 2017                 | 3           | 0           |
| 2018                 | 0           | 0           |
| 2019                 | 1           | 0           |
| 2020                 | 0           | 0           |
| 2021                 | 1           | 0           |
| 2022                 | 7           | 0           |
| 通算                 | 33          | 1           |